# Lloc intern d'entrada al ribosoma
Un IRES (Internal Ribosome Entry Site) o Lloc intern d'entrada al ribosoma és seqüència situa a la meitat del mRNA que permet l'inici de la traducció. Aquestes seqüències van ser descobertes en el 1988 en el ARN del poliovirus (virus de la poliomielitis) i del virus de la encefalomiocarditis en els laboratoirs de Nahum Sonenberg i Eckard Wimmer respectivament. Es descriuen com regions capaces d'atreure la molècula d'ARN cap a la partícula 40s del ribosoma, per tant, permetent la iniciació de la traducció.
En els últims anys ha sigut comú utilitzar aquesta seqüència per biologistes moleculars en els vectors per augmentar el rendiment d'expressió d'un transgen o la proteïna de fluorescència verda.